# Методи Поповски
Методи Поповски с псевдоним Майка (на македонска литературна норма: Методи Поповски) е югославски комунистически партизанин, командир на втора и Пета македонска ударна бригада.

## Биография
Роден е на 4 май 1909 година в град Прилеп. През 1941 година се включва към комунистическата съпротива, за което е арестуван и интерниран в периода 1942-1943 година. След като се връща става партизанин и заместник командир на чета, командир на Прилепския батальон „Мирче Ацев“, а след това и командир на втора македонска народоосвободителна бригада (юни 1944 до 25 август 1944) и Пета македонска народоосвободителна бригада (25 август-октомври 1944), както и командир на Кумановската дивизия на НОВЮ. Делегат е на Първото заседание на АСНОМ. По-късно става офицер от ЮНА и началник на народната милиция в Социалистическа република Македония. Носител на Партизански възпоменателен медал 1941 година.